# Fußball-Bezirksliga Frankfurt/Oder 1991/92
Die Fußball-Bezirksliga Frankfurt (Oder) 1991/92 war die 40. und gleichzeitig auch die letzte Spielzeit, des Deutschen Fußball-Verbandes im Fußball der Männer, die in Bezirken eingeteilt wurden.
Der TSG Rot-Weiß Fredersdorf/Vogelsdorf wurde in dieser Saison zum ersten Mal Meister im Bezirk Frankfurt/Oder und stieg damit in die Verbandsliga Brandenburg auf. Der SV Jahn Bad Freienwalde errang, mit 3 Punkten Rückstand, die Vizemeisterschaft. 
Die Mannschaften von Rang 2 bis Rang 9 stiegen in die Neuaufgestellte Landesliga Brandenburg auf. In die Landesklasse mussten die Mannschaften von Rang 10 bis Rang 15 absteigen. Der Tabellenletzte stieg in die Kreisliga ab.

## Teilnehmer
An der Spielzeit 1991/92 nahmen insgesamt 16 Vereine teil.
| Bezirksliga Frankfurt/Oder 1990/91 |                              |                           |
| FSV Blau-Weiß 90 Wriezen           | SV Victoria 1914 Templin     | SV Germania 90 Schöneiche |
|                                    |                              |                           |
| Müllroser SV 1898                  | Eisenbahn SV Eberswalde 1949 | SV Motor Eberswalde II    |
|                                    |                              |                           |
| SV Jahn Bad Freienwalde            | SV Victoria Seelow           | FSV Rot-Weiß Prenzlau II  |
|                                    |                              |                           |
| SV Blau-Weiß 90 Gartz              | SV Eiche Groß-Rietz          | KSC Strausberg            |

| Bezirksklasse 1990/91               |                      |                               |
| TSG Rot-Weiß Fredersdorf/Vogelsdorf | FSV Kickers Oderberg | Post SV 1928 Frankfurt (Oder) |
|                                     |                      |                               |
| SV Blau-Weiß 09 Groß Lindow         |                      |                               |

## Saison 1991/92

### Abschlusstabelle
| Pl. | Verein                                  | Sp. | S  | U  | N  | Tore    | Diff. | Punkte |
| --- | --------------------------------------- | --- | -- | -- | -- | ------- | ----- | ------ |
| 1.  | TSG Rot-Weiß Fredersdorf/Vogelsdorf (N) | 30  | 19 | 7  | 4  | 069:290 | +40   | 45:15  |
| 2.  | SV Jahn Bad Freienwalde                 | 30  | 14 | 14 | 2  | 046:240 | +22   | 42:18  |
| 3.  | KSC Strausberg                          | 30  | 14 | 12 | 4  | 064:370 | +27   | 40:20  |
| 4.  | FSV Blau-Weiß 90 Wriezen                | 30  | 16 | 7  | 7  | 053:300 | +23   | 39:21  |
| 5.  | FSV Kickers Oderberg (N)                | 30  | 13 | 9  | 8  | 052:330 | +19   | 35:25  |
| 6.  | SC Victoria 1914 Templin                | 30  | 12 | 10 | 8  | 056:340 | +22   | 34:26  |
| 7.  | SV Motor 09 Eberswalde II               | 30  | 14 | 5  | 11 | 068:500 | +18   | 33:27  |
| 8.  | FSV Rot-Weiß Prenzlau II                | 30  | 14 | 5  | 11 | 057:440 | +13   | 33:27  |
| 9.  | Müllroser SV 1898                       | 30  | 10 | 11 | 9  | 047:470 | ±0    | 31:29  |
| 10. | Post SV 1928 Frankfurt (Oder) (N)       | 30  | 9  | 12 | 9  | 049:430 | +6    | 30:30  |
| 11. | SV Victoria Seelow                      | 30  | 8  | 11 | 11 | 051:640 | −13   | 27:33  |
| 12. | SV Germania 90 Schöneiche               | 30  | 7  | 10 | 13 | 045:590 | −14   | 24:36  |
| 13. | SV Blau-Weiß 09 Groß Lindow (N)         | 30  | 6  | 7  | 17 | 027:490 | −22   | 19:41  |
| 14. | Eisenbahn SV Eberswalde 1949            | 30  | 5  | 7  | 18 | 028:710 | −43   | 17:43  |
| 15. | SV Eiche Groß-Rietz                     | 30  | 8  | 0  | 22 | 029:750 | −46   | 16:44  |
| 16. | SV Blau-Weiß 90 Gartz                   | 30  | 5  | 5  | 20 | 032:840 | −52   | 15:45  |

| (N) | Aufsteiger aus der Bezirksklasse 1990/91 |

### Kreuztabelle
| 1991/92                             | TSG Rot-Weiß Fredersdorf/Vogelsdorf | SV Jahn Bad Freienwalde | KSC Strausberg | FSV Blau-Weiß 90 Wriezen | FSV Kickers Oderberg | SV Victoria 1914 Templin | SV Motor Eberswalde II | FSV Rot-Weiß Prenzlau II | Müllroser SV 1898 | Post SV 1928 Frankfurt (Oder) | SV Victoria Seelow | SV Germania 90 Schöneiche | SV Blau-Weiß 09 Groß Lindow | ESV Eberswalde 1949 | SV Eiche Groß-Rietz | SV Blau-Weiß 90 Gartz |
| ----------------------------------- | ----------------------------------- | ----------------------- | -------------- | ------------------------ | -------------------- | ------------------------ | ---------------------- | ------------------------ | ----------------- | ----------------------------- | ------------------ | ------------------------- | --------------------------- | ------------------- | ------------------- | --------------------- |
| TSG Rot-Weiß Fredersdorf/Vogelsdorf |                                     | 1:1                     | 1:0            | 2:1                      | 3:2                  | 1:1                      | 2:0                    | 4:2                      | 4:1               | 0:0                           | 1:0                | 2:0                       | 5:1                         | 7:0                 | 4:2                 | 5:1                   |
| SV Jahn Bad Freienwalde             | 2:1                                 |                         | 1:1            | 2:1                      | 2:0                  | 1:0                      | 4:1                    | 2:0                      | 2:1               | 1:1                           | 4:4                | 1:1                       | 2:1                         | 3:0                 | 2:1                 | 5:0                   |
| KSC Strausberg                      | 1:1                                 | 1:1                     |                | 2:2                      | 3:3                  | 1:0                      | 3:2                    | 1:1                      | 3:1               | 1:1                           | 2:0                | 1:0                       | 5:0                         | 1:1                 | 2:0                 | 7:2                   |
| FSV Blau-Weiß 90 Wriezen            | 0:0                                 | 0:0                     | 1:3            |                          | 1:2                  | 3:2                      | 1:0                    | 3:1                      | 1:2               | 2:1                           | 7:2                | 3:1                       | 2:1                         | 2:0                 | 3:0                 | 6:1                   |
| FSV Kickers Oderberg                | 2:0                                 | 0:0                     | 2:2            | 0:1                      |                      | 0:1                      | 3:1                    | 3:1                      | 0:1               | 3:0                           | 1:1                | 4:1                       | 1:1                         | 5:1                 | 1:2                 | 2:0                   |
| SV Victoria 1914 Templin            | 1:1                                 | 2:2                     | 1:3            | 4:1                      | 2:2                  |                          | 5:2                    | 1:0                      | 2:0               | 1:1                           | 0:2                | 6:0                       | 0:1                         | 4:1                 | 6:0                 | 2:2                   |
| SV Motor Eberswalde II              | 1:0                                 | 0:0                     | 1:2            | 2:0                      | 2:2                  | 2:0                      |                        | 3:1                      | 3:3               | 1:4                           | 6:2                | 7:2                       | 4:0                         | 4:1                 | 4:1                 | 2:0                   |
| FSV Rot-Weiß Prenzlau II            | 0:1                                 | 0:2                     | 2:0            | 1:2                      | 1:0                  | 1:1                      | 1:2                    |                          | 1:1               | 4:1                           | 5:3                | 7:2                       | 4:0                         | 2:2                 | 2:0                 | 3:0                   |
| Müllroser SV 1898                   | 2:5                                 | 1:2                     | 1:1            | 0:0                      | 0:2                  | 1:1                      | 3:4                    | 1:2                      |                   | 3:2                           | 3:0                | 1:0                       | 1:1                         | 2:2                 | 5:1                 | 0:0                   |
| Post SV 1928 Frankfurt (Oder)       | 0:3                                 | 1:1                     | 3:2            | 0:0                      | 1:4                  | 1:1                      | 0:0                    | 5:1                      | 0:0               |                               | 2:3                | 1:0                       | 3:1                         | 3:1                 | 5:1                 | 6:1                   |
| SV Victoria Seelow                  | 1:2                                 | 2:2                     | 1:1            | 0:0                      | 0:2                  | 0:1                      | 3:1                    | 0:0                      | 3:3               | 1:1                           |                    | 3:3                       | 2:0                         | 1:1                 | 3:1                 | 2:2                   |
| SV Germania 90 Schöneiche           | 2:1                                 | 0:0                     | 2:2            | 1:3                      | 1:1                  | 2:3                      | 1:1                    | 0:1                      | 3:3               | 1:1                           | 8:1                |                           | 3:2                         | 0:0                 | 2:0                 | 5:0                   |
| SV Blau-Weiß 09 Groß Lindow         | 1:1                                 | 0:0                     | 1:2            | 0:0                      | 0:1                  | 1:1                      | 0:2                    | 1:3                      | 0:1               | 2:0                           | 1:2                | 2:0                       |                             | 3:0                 | 0:2                 | 1:0                   |
| Eisenbahn SV Eberswalde 1949        | 2:3                                 | 0:1                     | 0:4            | 0:5                      | 1:1                  | 1:0                      | 2:8                    | 0:1                      | 0:1               | 2:4                           | 1:0                | 1:2                       | 1:1                         |                     | 4:2                 | 2:0                   |
| SV Eiche Groß-Rietz                 | 2:5                                 | 1:0                     | 3:2            | 0:1                      | 0:1                  | 0:4                      | 2:1                    | 0:5                      | 2:3               | 1:0                           | 0:4                | 0:1                       | 1:0                         | 0:1                 |                     | 2:1                   |
| SV Blau-Weiß 90 Gartz               | 0:3                                 | 2:0                     | 2:5            | 0:1                      | 3:2                  | 1:3                      | 2:1                    | 3:4                      | 0:2               | 1:1                           | 3:5                | 1:1                       | 0:4                         | 1:0                 | 3:2                 |                       |